# Henri Le Secq
Jean-Louis-Henri Le Secq des Tournelles (París, 18 de agosto de 1818 - 26 de diciembre de 1882) fue un pintor, grabador, coleccionista de arte y fotógrafo francés.

## Biografía
Jean-Louis-Henri Secq Tournelles nació en París, de una familia noble ilustre con raíces en Normandía. Entre 1835 y 1840, estudió escultura en el taller de James Pradier, pintura con Paul Delaroche, fotografía con  Gustave Le Gray, Charles Nègre y Roger Fenton.
En 1848, comenzó un negocio como fotógrafo. En 1850, sus puntos de vista de la catedral de Amiens, en preparación para la restauración llevada a cabo por el arquitecto Viollet-le-Duc, se notaron. En 1851 la Sociedad Heliográfica junto con la Comisión de Monumentos Históricos del gobierno francés le encarga participar en las Misiones Heliográficas con el fin de hacer un inventario fotográfico de los monumentos históricos de Francia. Utiliza para disparar el proceso de calotipo, que se traduce en impresiones en papel salado. En estas misiones también participan otros cuatro fotógrafos: Gustave Le Gray, Hippolyte Bayard, Édouard Baldus y Mestral.
Está enterrado en el cementerio del Père-Lachaise (10 ª División).